# Incêndio em Ürümqi em 2022
O incêndio em Ürümqi em 2022 ocorreu em 24 de novembro de 2022, em um arranha-céu residencial em Ürümqi, Xinjiang, China. Dez pessoas morreram e outras nove ficaram feridas. Havia dúvidas sobre se a aplicação estrita da política de zero-COVID na China significava que os residentes não podiam deixar o prédio ou interferir nos esforços dos bombeiros.

## Incêndio
Em 24 de novembro de 2022, um incêndio começou no 15.º andar de um prédio de apartamentos – de acordo com uma investigação inicial, a partir de um filtro de linha em um quarto – e se espalhou para o 17.º andar, de acordo com vários relatos da mídia estatal. Também foi relatado que a comunidade de Jixiangyuan, onde ocorreu o incêndio, foi designada como "área de baixo risco", mas não ficou claro se as pessoas foram autorizadas a deixar seus complexos. O incêndio levou três horas para ser extinto, matou dez pessoas e feriu outras nove, de acordo com as autoridades.

## Consequências
Após o incêndio, vigílias e protestos foram realizados em Xangai, Nanquim e Pequim, criticando a política de zero-COVID do governo chinês, com alguns pedindo a renúncia de Xi Jinping, líder do Partido Comunista da China. Em Pequim e Nanjing, os manifestantes seguraram pedaços de papel em branco para lamentar as vítimas do incêndio. Protestos também ocorreram em universidades e faculdades como na Universidade Tsinghua, Universidade de Pequim e Universidade Sun Yat-sen.

## Reações
O prefeito de Ürümqi, Memtimin Qadir, pediu desculpas aos residentes da cidade na noite de 25 de novembro, durante uma coletiva de imprensa; e prometeu uma investigação.
Li Wensheng, chefe do Departamento de Resgate de Incêndios da Cidade de Urumqi, disse que as habilidades de resgate de alguns residentes eram "muito fracas" e que eles "não conseguiram escapar a tempo". O cientista político Dali Yang, da Universidade de Chicago, opinou que os comentários das autoridades sobre os residentes terem conseguido descer e escapar podem ter alimentado ainda mais a raiva do público por terem sido vistos como culpabilização da vítima.